# Bezīleh
Bezīleh (persiska: بزیله) är en ort i Iran.   Den ligger i provinsen Västazarbaijan, i den nordvästra delen av landet, 500 km väster om huvudstaden Teheran. Bezīleh ligger 1 225 meter över havet och antalet invånare är 118.
Terrängen runt Bezīleh är kuperad. Runt Bezīleh är det ganska tätbefolkat, med 80 invånare per kvadratkilometer. Närmaste större samhälle är Banābād, 5,0 km norr om Bezīleh. Trakten runt Bezīleh består till största delen av jordbruksmark.